# Dmitri Wiktorowitsch Trapesnikow

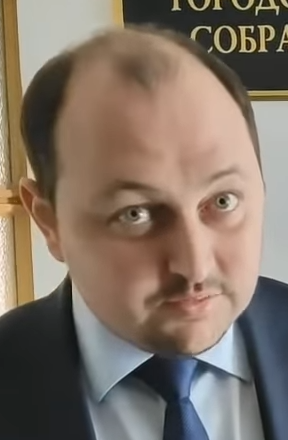
Dmitri Wiktorowitsch Trapesnikow, 2019

Dmitri Wiktorowitsch Trapesnikow (russisch Дмитрий Викторович Трапезников, ukrainisch Дмитро Вікторович Трапезніков Dmytro Wiktorowytsch Trapesnikow; * 12. April 1981 in Krasnodar, RSFSR, Sowjetunion) war vom 31. August 2018 bis zum 7. September 2018 „Interims-Präsident“ der selbstproklamierten und international nicht anerkannten Volksrepublik Donezk (DNR).

## Leben
Die Familie des 1981 im russischen Krasnodar geborenen Trapesnikow zog 1982 mit ihm nach Donezk. 2004 absolvierte er in Donezk die Staatliche Akademie für Bau und Architektur. Von 2001 bis 2005 war er als Manager der Fanabteilung des Fußballvereins Schachtar Donezk tätig. Zwischen 2010 und 2012 war er stellvertretender Vorsitzender des Bezirksrates des Donezker Stadtrajon Petrow.
Zu Beginn des Ukrainekrieges 2014 kehrte er nach Donezk zurück und kämpfte mit bewaffneten Einheiten im Donbas gegen die Ukraine. Seit Dezember 2014 war er in der Verwaltung des Republikchefs Alexander Wladimirowitsch Sachartschenko tätig und ab April 2015 als sein Stellvertreter.
Nach dem Tod des früheren Vorsitzenden der „Volksrepublik“ Alexander Wladimirowitsch Sachartschenko wurde Trapesnikow am 31. August 2018 zum Interimschef ernannt. Am 7. September 2018 wurde er durch Denis Wladimirowitsch Puschilin abgelöst.
Alexander Chodakowski, der „Sicherheitsminister“ der DNR und Kommandeur der kremltreuen Wostok-Bataillons, bezeichnete Trapesnikow als „grauen Kardinal“ innerhalb der selbsternannten „Republik“.
Am 26. September 2019 wurde Trapesnikow von der Stadtverordnetenversammlung von Elista zum kommissarischen Leiter der Stadt Elista ernannt, bis er im März 2020 im Amt offiziell bestätigt wurde. Am 15. Februar 2022 wurde er zum stellvertretenden Premierminister der russischen Teilrepublik Kalmückien berufen.